# قاي س. سكوت
قاي س. سكوت (بالإنجليزية: Guy C. Scott)‏ هو قاضي أمريكي، ولد في 14 أغسطس 1863، وتوفي في 24 مايو 1909.